# Bruno Mbanangoyé Zita
Bruno Mbanangoyé Zita (ur. 15 lipca 1980 w Port-Gentil) – gaboński piłkarz grający na pozycji środkowego pomocnika.

## Kariera klubowa
Karierę piłkarską Zita rozpoczął w klubie Petrosport FC. W 1998 roku zadebiutował w jego barwach w pierwszej lidze gabońskiej. W zespole tym grał przez 4 lata i w 2001 roku odszedł do tunezyjskiej drużyny AS Djerba. Po 4 sezonach gry w tym klubie przeszedł do innego tunezyjskiego zespołu Espérance Zarzis. W lidze tunezyjskiej grał do lata 2006 roku.
W 2006 roku Gabończyk został piłkarzem białoruskiego Dynama Mińsk. W Dynamie był podstawowym zawodnikiem. Przez 4 sezony gry w tym klubie rozegrał 64 mecze i strzelił 16 goli w białoruskiej lidze.
W 2009 roku Zita przeszedł do wicemistrza Turcji, Sivassporu. W lidze tureckiej zadebiutował 4 października 2009 roku w wygranym 2:0 domowym meczu z Antalyasporem.
W 2011 roku Zita wrócił do Dynama Mińsk, a w 2013 przeszedł do Missile FC. W sezonie 2016/2017 grał w FC 105 Libreville, a w 2018 trafił do Akandy FC.
| Sezon   | Klub              | Kraj     | Rozgrywki              | Mecze | Bramki |
| ------- | ----------------- | -------- | ---------------------- | ----- | ------ |
| 1998    | Petrosport FC     | Gabon    | Championnat National   | ?     | ?      |
| 1999    | Petrosport FC     | Gabon    | Championnat National   | ?     | ?      |
| 2000    | Petrosport FC     | Gabon    | Championnat National   | 16    | 8      |
| 2001    | Petrosport FC     | Gabon    | Championnat National   | ?     | ?      |
| 2001/02 | AS Djerba         | Tunezja  | Championnat de Tunisie | ?     | ?      |
| 2002/03 | AS Djerba         | Tunezja  | Championnat de Tunisie | ?     | ?      |
| 2003/04 | AS Djerba         | Tunezja  | Championnat de Tunisie | ?     | ?      |
| 2004/05 | AS Djerba         | Tunezja  | Championnat de Tunisie | ?     | ?      |
| 2005/06 | Espérance Zarzis  | Tunezja  | Championnat de Tunisie | 26    | 7      |
| 2006    | Dynama Mińsk      | Białoruś | Wyszejszaja liha       | 8     | 0      |
| 2007    | Dynama Mińsk      | Białoruś | Wyszejszaja liha       | 17    | 7      |
| 2008    | Dynama Mińsk      | Białoruś | Wyszejszaja liha       | 23    | 7      |
| 2009    | Dynama Mińsk      | Białoruś | Wyszejszaja liha       | 16    | 2      |
| 2009/10 | Sivasspor         | Turcja   | Süper Lig              | 10    | 1      |
| 2010/11 | Sivasspor         | Turcja   | Süper Lig              | 8     | 2      |
| 2011    | Dynama Mińsk      | Białoruś | Wyszejszaja liha       | 29    | 1      |
| 2012    | Dynama Mińsk      | Białoruś | Wyszejszaja liha       | 17    | 1      |
| 2013/14 | Missile FC        | Gabon    | Championnat National   | ?     | ?      |
| 2015    | Missile FC        | Gabon    | Championnat National   | ?     | ?      |
| 2015/16 | Missile FC        | Gabon    | Championnat National   | ?     | ?      |
| 2016/17 | FC 105 Libreville | Gabon    | Championnat National   | ?     | ?      |
| 2018    | Akanda FC         | Gabon    | Championnat National   |       |        |

## Kariera reprezentacyjna
W reprezentacji Gabonu Zita zadebiutował w 1999 roku. W 2010 roku został powołany przez selekcjonera Alaina Giresse'a do kadry na Puchar Narodów Afryki 2010. Tam był podstawowym zawodnikiem i rozegrał 3 spotkania: z Kamerunem (1:0), z Tunezją (0:0) i z Zambią (1:2).